# Демекологія

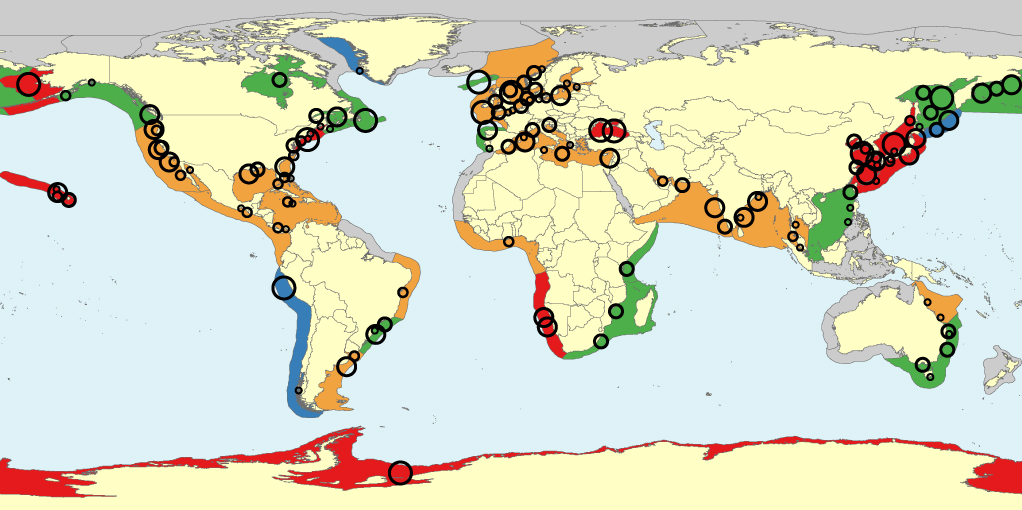
Карта популяційних тенденцій місцевих та інвазійних видів медуз
Збільшення (висока впевненість)
Збільшення (мала впевненість)
Стабільна/мінлива
Зменшення
Немає даних

Демеколо́гія (від грец. demos — народ), екологія популяцій — розділ загальної екології, що вивчає динаміку чисельності популяцій, внутрішньопопуляційні угрупування і їх взаємовідносини.
У рамках демекології визначаються умови, за яких формуються популяції. Демекологія описує коливання чисельності різноманітних видів внаслідок впливу екологічних факторів та встановлює їх причини, розглядає особину не ізольовано, а у складі групи таких самих особин, що займають визначену територію і належать до одного виду.
Динаміку популяції, що є прямою, експоненційною залежністю або синусоїдою
можна описати такими формулами:
- dx=const — пряма
- dx1=x1-x2, dx2=x3-x4, x2=x3, dx1=a*dx2, a~1, dx1=(x4/x3)*dx2 — експонентоподібні залежності
- dx1=x1-x2, dx2=a*x3-b*x4, x2=x3, dx1=dx2 a~1,b~1 — синусоїдоподібна залежність.